# 함양 심원정
함양 심원정(咸陽 尋源亭)은 대한민국 경상남도 함양군 안의면 하원리에 있는, 용추계곡 입구의 매표소 바로 우측을 흐르는 지우천 계곡의 제 1담소인 청심담의 거북바위위에 건립되었으며 심진동 초입에 세운 정자이다. 2005년 10월 13일 경상남도의 문화재자료 제382호로 지정되었다.

## 개요
1558년 돈암 정지영이 현 위치보다 조금 상류인 덕추폭포 부근에 초가로 건립하였으나 임란 때 소실되었고 1770년에 후손들이 중수하였으나 풍수해로 훼철되었다. 1845년 7세손 정복운 등이 현재의 위치에 재건하였으며 1948년에 중수가 있었다.
심원정은 용추계곡 입구의 매표소 바로 우측을 흐르는 지우천 계곡의 제 1담소인 청심담의 거북바위위에 건립되었으며 심진동 초입에 세운 정자이다. 옛 안의에는 삼가승경(三佳勝景)인 심진동 심원정, 원학동 수승대, 화림동 농월정을 삼가승경(三佳勝景)으로 불렀다.
심원정은 정면 3칸, 측면 2칸 규모이며 단동으로 세워진 중층 누각건물로서 내부는 모두 틔워 경관을 즐길 수 있게 하였다. 배면 쪽의 모퉁이를 틔워 누상으로 오르게 하였는데 현재 계단은 배면 쪽의 자연 암반위에 시멘트로 3단의 계단을 시설하여 사용하고 있다.
4면 모두 기둥의 바깥쪽으로 약 18cm 정도를 연장하여 평난간을 둘렀고 마루에는 우물마루를 깔았다.
천연의 평탄한 암반위에 조성하였으나 암반이 크지 못하여 암반위에는 초석을 쓰지 않았으나 암반이 아닌 부분에는 큰 자연석을 초석으로 사용하고 있다. 기둥은 모두 원주를 사용하였는데 누하주는 직경이 큰 재목을 틀어지거나 울퉁불퉁한 채로 대강 다듬어 사용하였다. 4면의 추녀 끝부분에는 활주를 세워 건물의 안정감을 높였으며 기둥위에는 익공 없이 보아지로 처리하였고 창방과 처마도리 장혀 사이에는 소로를 끼워 장식하였다.
가구는 5량 구조로 대들보위에 동자주를 세워 종보를 받도록 하였고 종보위는 반자를 설치하여 격을 높였다. 좌, 우측면에서는 충량을 대들보위에 얹었는데 충량의 머리부분에는 용두를 초각하였고 가구재에는 모두 단청을 올렸다. 처마에 팔작지붕형식이다.

## 지정 사유
하천변의 자연암반 위에 조성된 정자 건물로 주변의 경관과 잘 어울리고, 건물자체도 사용부재나 결구방식 등이 무난하며 전체적으로 볼 때 안정된 균형감을 보이고 있어 조선후기 정자건축물에 대한 학술적 가치가 충분하며 보존상태도 양호하므로 문화재자료로 지정한다.

## 참고 문헌
- 함양 심원정 - 국가유산청 국가유산포털